# Eunoe nodosa
Eunoe nodosa är en ringmaskart som först beskrevs av Michael Sars 1861.  Eunoe nodosa ingår i släktet Eunoe och familjen Polynoidae. Arten är reproducerande i Sverige. Utöver nominatformen finns också underarten E. n. dybowskyi.